# Kendra Wilkinson
Kendra Leigh Baskett (rojena Wilkinson), poklicno poznana pod svojim rojstnim imenom, ameriška televizijska osebnost in fotomodel, * 12. junij 1985, San Diego, Kalifornija, Združene države Amerike.
Poznana je predvsem kot ena od treh deklet Hugha Hefnerja iz E!-jevega resničnostnega šova The Girls Next Door, ki je spremljal njeno življenje v Playboyjevem dvorcu.
Čeprav ni bila Playboyjeva zajčica, se je pojavila na treh fotografijah v reviji, kjer je pozirala skupaj z dvema soigralkama iz šova Girls Next Door, Holly Madison in Bridget Marquardt, drugima dvema dekletoma Hugha Hefnerja. Junija 2009 je izdala lasten resničnostni šov, naslovljen Kendra.

## Zgodnje življenje
Kendra Wilkinson ima irske, ukrajinske in angleške korenine. Je starejša od dveh otrok; ima še mlajšega brata, Colina. Njena mama prihaja iz Cherry Hilla, New Jersey in je nekaj časa delala kot navijačica nogometnega moštva Philadelphia Eagles. Njen oče je bil vzgojen v Bryn Mawr, Pennsylvania in Ocean Cityju, New Jersey, dokler se ni nazadnje pri petnajstih ustalil v San Diegu, Kalifornija. Na kalifornijski univerzi v San Diegu je diplomiral iz biokemije in kasneje ustanovil mnogo biotehniških podjetij ter se pri oseminštiridesetih upokojil. Patti and Eric sta se poročila 5. novembra 1983. 25. marca 1994, ko je imela Kendra Wilkinson osem let, sta se ločila. Njena babica, Gloria Wilkinson, je umrla decembra 2004.
Kendra Leigh Wilkinson se je rodila v San Diegu, Kalifornija, Združene države Amerike, vzgojili pa so jo v družini srednjega razreda v Clairemontu, San Diego. Šest let je igrala softball za Clairemont Bobby Sox. Obiskovala je srednjo šolo Clairemont, kjer je maturirala leta 2003. Po koncu srednje šole je pričela delati kot fotomodel in nekaj časa delala kot tajnica v neki zobozdravniški ordinaciji.

## Kariera

### 2004 - 2009: Playboy inThe Girls Next Door
Kendra Wilkinson je Hugha Hefnerja spoznala aprila 2004 na zabavi za njegov oseminsedemdeseti rojstni dan, kjer so jo najeli za eno od »pobarvanih deklet« (deklet, ki so jim telo le prebarvali, sicer pa so bile gole). Hefner naj bi na faksu Playboyjevega dvorca videl njeno fotografijo, ki jo je posnel Kim Riley, in želel izvedeti, kdo je dekle na fotografiji. Kmalu po njunem prvem srečanju jo je prosil, da bi postala ena od njegovih deklet in skupaj s svojima psoma Rascalom (valižanski ovčar) in Martinijem (Jack Russellov terier). se je preselila na Playboyjev dvorec.
Zaigrala je v E!-jevem resničnostnem šovu The Girls Next Door, ki je govoril o življenju takratnih deklet Hugha Hefnerja: Wilkinsonove, Holly Madison in Bridget Marquardt. Iz Playboyjevega dvorca se je preselila leta 2009, ko je spoznala svojega bodočega moža, Hanka Basketta. Takrat je tudi pričela s snemanjem lastne resničnostne oddaje, naslovljene Kendra, ki je pravtako izšla preko kanala E!. Prva sezona je govorila o njenem samostojnem življenju in načrtovanju poroke.
Kendra Wilkinson se je pogosto pojavljala v raznih televizijskih serijah, kot sta Las Vegas in Priskledniki. Pojavila se je tudi v videospotu za Akonovo pesem »Smack That«. Med snemanjem videospota ji je Eminem na glavo zlil kozarec vode, vendar se ji je kasneje za to opravičil. Leta 2006 se je pojavila v Playboyjevi posebni številki, in sicer na seznamu Seksi 100. Leta 2007 se je poleg Holly Madison in Bridget Marquardt pojavila v Nickelbackovem videospotu »Rockstar«. Vse tri so se pojavile tudi v filmu Scary Movie 4. V MTV-jevi oddaji Celebrity Rap Superstar, ki se je premierno predvajala 30. avgusta 2007, je nekajkrat tudi zarapala nekaj pesmi. V oddaji je nastopila z lastno različico Ludacrisove pesmi »Fantasy« in s tem odgovorila na vprašanje, ki ji ga je postavil nekdo iz občinstva: »Lahko Kendra svoja usta premika tako hitro kot svojo ritko?« Nazadnje je na tekmovanju zasedla drugo mesto, za Shar Jackson.
Kendra Wilkinson je za svoj karierni cilj navedla poklica masažne terapevtke ali voditeljice športnih novic. Decembra 2005 je postala redna blogerka in kolumnistka spletne strani Philadelphia Eagles, ki promovira nogometno moštvo, pri katerem je njena mama nekaj časa delala kot navijačica in za katerega igra njen mož.

### 2009 - danes:Kendrain zdajšnja dela
Kendra Wilkinson igra v lastnem resničnostnem šovu, Kendra, ki spremlja njeno življenje po odselitvi iz Playboyjevega dvorca in njeno zaroko z igralcem moštva Philadelphia Eagles, Hankom Baskettom. Producent šova The Girls Next Door, Kevin Burns, producira tudi njen resničnostni šov. Poleg tega oddajo Kendra producirajo tudi podjetja Prometheus Entertainment, Fox TV Studios in Alta Loma Entertainment. Oddajo Kendra so premierno predvajali 7. junija 2009. Ob premieri si ga je ogledalo 2,6 milijona gledalcev in s tem je oddaja podrla rekord za najbolje gledano E!-jevo prvo epizodo neke oddaje od leta 2002 in oddaje The Anna Nicole Show. Zadnja epizoda tretje sezone oddaje se je predvajala 9. januarja 2011 na kanalu E!. Leta 2010 je izdala lastno avtobiografijo, naslovljeno Sliding Into Home.
Leta 2007 je poleg Bridget Marquardt zaigrala v seriji WWE Raw.
Tekmovala je v dvanajsti sezoni serije Dancing with the Stars, kjer je plesala skupaj z Louisom Van Amstelom. 3. maja 2011 so ju v sedmem krogu izločili.
Od leta 2011 Wilkinsonova ne sodeluje več s podjetjem E! Network, vendar je za podjetje WE tv s svojo družino pričela snemati oddajo Kendra on Top, ki se je premierno predvajala 5. junija 2012.
Novembra 2011 je izdala lastno spletno stran. Preko slednje odgovarja na vprašanja svojih oboževalcev. 

## Zasebno življenje
13. avgusta 2008 je revija Wall Street Journal poročala, da je Kendra Wilkinson »največja slavna oboževalka« Olive Garden. Wilkinsonova je hrano Olive Garden opisala kot njeno »dušo dvojčico med hrano«. Časopis je poudaril tudi, da je njeno navdušenje nad kuhanje Olive Garden popolnoma osebno in da ji kuharica ni plačala za promoviranje njene hrane. Pravzaprav naj bi njeno navdušenje sprejela z »mešanimi občutki«, saj so njene restavracije predvsem namenjene mladim družinam.
17. marca 2010 je Kendra Wilkinson na kanalu E! izdala lastno epizodo oddaje E! True Hollywood Story, v kateri je spregovorila o njeni poti do zvezdništva.

### Zakon in materinstvo
22. septembra 2008 je revija International Business Times poročala, da se je Kendra Wilkinson zaročila z igralcem moštva Philadelphia Eagles, Hankom Baskettom. Wilkinsonova je to na začetku zanikala, a 7. oktobra 2008 je v intervjuju s Chelseo Handler v oddaji Chelsea Lately priznala, da sta v razmerju. 6. novembra 2008 je spletna stran kanala E! poročala, da sta se tisto soboto Wilkinsonova in Baskett zaročila potem, ko jo je zasnubil na Space Needleu v Seattle, Washington.
Z Baskettom sta se poročila 27. junija 2009 v Playboyjevem dvorcu. Čeprav so mediji na začetku poročali, da bo nevesto oddal Hugh Hefner, vendar se je do oltarja z njo nazadnje sprehodil njen brat Colin. Poroke se je udeležila njena družina, pa tudi njeni bivši soigralki iz oddaje Girls Next Door Holly Madison and Bridget Marquardt. Revija Us Weekly je paru za prve poročne fotografije plačala 120.000 $. V epizodi oddaje Kendra, ki je dokumentirala poroko, je Wilkinsonova dejala, da bo prevzela možev priimek.
11. junija 2009 sta Kendra Wilkinson in Hank Baskett oznanila, da pričakujeta svojega prvega skupnega otroka. 11. decembra 2009 je Wilkinsonova ob 12:37 v Carmelu, Indiana rodila fantka po imenu Hank Baskett IV, ki je tehtal 4,2 kg. 9. septembra 2009 so ji njene prijateljice priredile nosečniško zabavo. Wilkinsonova je reviji E! News povedala, da bo otrokov boter Hugh Hefner. »Ko sva mu to povedala, je rekel 'Moj bog!' in začel jokati ... Hef bo boter,« je dejala, vendar je kasneje v intervjuju z revijo OK! to zanikala.
V intervjuju po rojstvu njenega prvega otroka je Kendra Wilkinson razkrila, da je kmalu po rojstvu trpela za poporodno depresijo. »Ko sem rodila, sem se nehala česati, si umivati zobe in se tuširati,« je povedala. »Nekega dne sem se pogledala v ogledalo, kar me je samo še bolj potrlo.« V tistem času naj bi po podatkih revije E! tehtala triinšestdeset kilogramov. Svojo depresijo je pripisovala tudi dejstvu, da se je v tistem času, malo po rojstvu Hanka IV, ravno preselila v Indianapolis, kjer je njen mož igral za svoje nogometno moštvo; tamkaj se je počutila zelo izolirano.

### Posnetki seksa
Maja 2010 so v javnost prišli posnetki spolnih odnosov Kendre Wilkinson in takrat neznanega moškega. Posnetek je izdalo podjetje Vivid Entertainment, ki ga je tudi uradno nameravalo izdati pod naslovom Kendra Exposed. Wilkinsonova je uradni izdaji videa nasprotovala in grozi, da jih bo tožila, če ga bodo dejansko izdali. Spletna revija RadarOnline je poročala, da je Wilkinsonova leta 2008 preko podjetja Home Run Productions LLC nameravala izdati več lastnih posnetkov seksa, ki jih je posnela sama. Nekateri mediji so poročali, da ji je podjetje za posnetek seksa, ki ga je v srednji šoli pri osemnajstih posnela s svojim takratnim fantom, Justinom Fryeom, plačalo 680.000 $.